# Carnivores (відеогра, 1998)
Carnivores (лат. Хижі) (від лат. carō — м'ясо + vorāre — пожирати) — відеогра у жанрі шутера від першої особи, яка була розроблена українською студією Action Forms та видана американською студією WizardWorks для Microsoft Windows 30 листопада, 1998 року. Це перша гра однойменної серії відеоігор.

## Ігровий процес
Гра є симулятором полювання на динозаврів. На початку нової гри гравцеві надається вибір, чи створити нову гру, чи продовжити гру з попереднього збереження, якщо таке наявне. Мета гри — полювати на динозаврів, щоб накопичувати трофеї та заробляти очки, які дозволять розблоковувати кращу зброю та нових видів динозаврів.
Мисливець-початківець розпочинає гру з нульовим показником очків, а для полювання дається лише рушниця, арбалет та пропонується, як здобич кілька звичайних динозаврів. Різні види динозаврів можуть дати гравцеві різну кількість балів, необхідних для здобуття нового рівня. Якщо динозавр вбиває мисливця, всі очки, накопичені на цьому полюванні, втрачаються. Загалом, є три рівня розвитку: «новачок» (англ. Novice), «просунутий» (англ. Advanced) та «експерт» (англ. Expert). Мисливець стане «просунутим» після отримання 100 очків, а «експертом» — після 300. Також у грі можна вибирати рівень агресивності динозаврів.
Щоб розпочати полювання, гравець повинен обрати: карту, на якій гравець буде грати, зброю, динозавра та деякі допоміжні мисливські знаряддя. Кожна карта є унікальною, з різним рельєфом та місцевістю. «Новачку» надається три карти, ще дві даються «просунутому» мисливця та останню карта дається «експерту», загалом шість ігрових карт. Місцевість на рівнях включає: джунглі, пустелі,піраміди та стародавні храми. Далі, гравець повинен вибрати динозавра для полювання. «Новачку» надається вибір із чотирьох динозаврів: паразауролофа, стегозавра, пахіцефалозавра та аллозавра. «Просунотому» мисливцю надається можливість полювати на трицератопса і велоцираптора. Лише «експерт» може полювати на тиранозавра. Нешкідливі істоти, такі як мосхопс, галлімімус і диморфодон, також присутні на кожному рівні. Вони не вартують очок і можуть бути вбиті одним пострілом. Гравець також повинен обрати зброю, якою можна вбити динозавра або приспати, щоб отримати додаткові очки. «Новачок» може використовувати лише рушницю або арбалет. Снайперська гвинтівка розблоковується після того, як гравець отримує ранг «просунутий». Деякий час гравець може використовувати «режим спостереження» для ознайомлення з місцевістю та поведінкою динозаврів.

## Сюжет
Сюжет гри відбувається в 2190 році. Під час дослідження невідомої частки космосу, науковий корабель FMM UV знаходить планету, клімат якої схожий на земний, що робить її придатною для життя людей. Нова планета отримує кодову назву FMM UV-32. Однак, після першої експедиції на поверхню, планету оголосили не придатною для життя через нестабільну місцевість та неочікувану численну популяцію динозаврів. Новини про FMM UV-32 зацікавили корпорацію «Земля». Тому її власники вирішили купити права на цю планету та відкрити на ній корпорацію DinoHunt, щоб дати змогу людям за гроші полювати на динозаврів цієї планети.

## Розробники
Штат WizardWorks:
- Керівник проєкту — Пітер Армстронг (англ. Peter Armstrong);
- Продюсер — Майкл Джере (англ. Michael Gjere);
- Установка — Стів Шарбонно (англ. Steve Charbonneau);
- Маркетинг-менеджер — Ніколь Йоліц (англ. Nicole Yolitz);
- Віце-президент — Пауль Рінде (англ. Paul Rinde);
- Концепт — Роджер Аріас (англ. Roger Arias);
- Креативний директор — Роберт "Боб" Бассі (англ. Robert Bussey);
- Художники — Девід Стенге (англ. David Stenge), Двейн О. Майер (англ. Duane O. Myer), Престон Палмер (англ. Preston Palmer);

Штат Action Forms:
- Програмування — Олег Слюсар, Артем Кур'явченко;
- Анімація — Ярослав Кравченко, Олексій Сергій;
- Дизайн — Андрій Шараневич, Денис Верещагін;
- Композитор — Олексій Меншиков;
- BIZ — Ігор Карєв, Денис Верещагін[2].

## Розроблення та випуск
Carnivores був розроблений Action Forms, за допомогою ігрового рушія AtmosFear. Розробляючи гру про динозаврів, команда розробників посилалася на фільми про парк Юрського періоду. WizardWorks опублікував гру для Microsoft Windows, випустивши її у США 16 грудня 1998 року. Гра спочатку була доступна на вебсайті WizardWorks, після чого у грудні 1998 року вийшла у роздрібних магазинах за ціною $20.

## Сприйняття
| Агрегатор    | Оцінка |
| ------------ | ------ |
| GameRankings | 63,85% |

| Видання               | Оцінка |
| --------------------- | ------ |
| AllGame               | 4/5    |
| Computer Gaming World | 4/5    |
| GameRevolution        | B      |
| GameSpot              | 7.1/10 |
| IGN                   | 7.3/10 |

На вебсайті-агрегаторі GameRankings відеогра здобула 63,85 % зі 100 можливих. Трент К. Ворд з IGN видав грі 7.3/10 й високо оцінив звуки динозавра та навколишнього середовища, але вважав, що гра «надто легка», заявивши, що «гра не знає чим затримати гравців на довгий термін». Грег Касавін з GameSpot дав 7.1/10 й високо оцінив її звукові ефекти та її рівні за те, що вони виглядають «напрочуд автентичними», але зауважив, що гра є «дошкульною, але в ній занадто мало вмісту, щоб бути цілком задоволеним».

## Цікаві факти
- Ідея гри може бути натхненна грою 1997 року - Turok Dinosaur Hunter
- Ідея гри теж може бути натхнена фільмом 1993 року - Карнозавр.